# Рогожник, Александр Николаевич
Александр Николаевич Рогожник (бел. Аляксандр Мікалаевіч Рагожнік; род. 11 июня 1976, Гомель) — белорусский государственный и хозяйственный деятель. Чрезвычайный и полномочный посол Беларуси в России с 27 июня 2024 года.

## Биография
В 1998 году окончил Гомельский государственный университет имени Ф. Скорины по специальности «Бухгалтерский учёт, контроль и анализ хозяйственной деятельности». В 2011 году в Академии управления при Президенте Республики Беларусь получил второе высшее образование по специальности «Государственное управление национальной экономикой».
С 2011 по 2018 год работал в должности директора открытого акционерного общества «Оптоэлектронные системы» в городе Минске.
С 2018 по 2022 год занимал должность генерального директора Минского моторного завода.
3 октября 2022 года назначен министром промышленности Республики Беларусь.
С 27 июня 2024 года — чрезвычайный и полномочный посол Беларуси в России. Верительные грамоты вручены 5 ноября 2024 года.